# Путь наслаждений (фильм, 1925)
«Путь наслаждений» (англ. The Primrose Path) — немой чёрно-белый фильм 1925 года.

## Сюжет
Брюс Армстронг, испорченный молодой человек из богатой семьи, проигрывает крупную сумму Тому Кэнфилду, боссу своей подруги, танцовщицы Мерилин Меррил. В качестве погашения долга он выписывает фальшивые чеки. Чтобы спастись от тюрьмы, Брюс соглашается помочь Кэнфилду в его махинациях с контрабандой бриллиантов. Вскоре бандит Снид по прозвищу Большой Джим в перестрелке убивает Тома и нападает на Армстронга. Тот защищается и смертельно ранит бандита.
Единственными свидетелями убийства оказываются Талбот, другой член банды Кэнфилда, и Джимми, младший брат Брюса. Чтобы уберечь мальчика от преследования, Брюс признается полиции в убийстве в целях самообороны. Талбот, рискуя собственной свободой, подтверждает показания Брюса. Его отпускают на свободу, и он женится на Мерилин, которая все это время поддерживала его.

## В ролях
| Актёр             | Роль             |
| ----------------- | ---------------- |
| Уоллес Макдональд | Брюс Армстронг   |
| Стюарт Холмс      | Том Кэнфилд      |
| Клара Боу         | Мерилин Меррил   |
| Пат Мур           | Джимми Армстронг |
| Том Санчи         | Большой Джим     |